# Axel Heiberggletsjer
De Axel Heiberggletsjer is een 48 km lange valleigletsjer die afdaalt van het Antarctisch Plateau naar het Ross-ijsplateau in het Koningin Maudgebergte dat deel uitmaakt van het Transantarctisch Gebergte.
Hij werd ontdekt en als route gebruikt in november 1911 door Roald Amundsen tijdens zijn succesvolle tocht naar de zuidpool en door hem genoemd naar Axel Heiberg die een van de belangrijkste sponsors van zijn expeditie was.